# Baldwin DR-12-8-1500/2
La Baldwin DR-12-8-1500/2 (conocida informalmente como Ciempiés) fue el primer intento serio de Baldwin Locomotive Works de producir una locomotora diésel de Main line. La designación de tipo Baldwin era DR-12-8-1500/2, que significa locomotora diésel de main line, con 12 ejes y dos motores de 1.100 kW cada uno. Las locomotoras estaban configurados con una disposición de ruedas 2-D+D-2. El apodo proviene de los numerosos ejes dispuestos en una línea casi ininterrumpida, muy parecida a las patas de un ciempiés.

## Historia
Construido entre diciembre de 1945 y julio de 1948, el diseño de "Babyface" reflejaba la práctica de las locomotoras eléctricas y de vapor de Baldwin. La carrocería se apoyaba en dos enormes semiestructuras articuladas de acero fundido fabricadas por General Steel Castings, unidas en el medio con una junta articulada. Vagones de cuatro ruedas sin motor en cada extremo guiaban la locomotora a través de curvas para lograr estabilidad a gran velocidad. El cableado interno pasaba a través de conductos metálicos exactamente iguales a los utilizados en una locomotora de vapor, lo que resultó problemático en la práctica.
El prototipo de 2 unidades se construyó en 1945 y recorrió los ferrocarriles estadounidenses. Siguieron pedidos del Pennsylvania Railroad, el Seaboard Air Line Railroad y los Ferrocarriles Nacionales de México (NdeM). Los dos demostradores (originalmente ordenados por Union Pacific Railroad como #998 y #999) nunca se vendieron y finalmente fueron desguazados. Los "Ciempiés" quedaron esencialmente obsoletos durante la producción, incapaces de competir con el diseño y la tecnología de locomotoras más avanzados ofrecidos por EMD. La confiabilidad era un problema constante y, como se construían una a la vez (como las locomotoras de vapor), cada una era un poco diferente en la ubicación del cableado y el equipo, lo que complicaba incluso el mantenimiento de rutina. Las unidades PRR finalmente fueron reducidas y relegadas al servicio de ayuda. La mayoría de las unidades PRR y SAL fueron desguazadas a principios de la década de 1960, mientras que las unidades NdeM duraron un poco más y estuvieron en servicio hasta finales de la década de 1960. No se ha conservado ningún ciempiés.
Los modelos fabricados para Ferrocarriles Nacionales de México (NdeM) fueron enviados de regreso a talleres Baldwin para recibir los receptáculos MU para trabajar en posición de remolque con otras locomotoras. Aquellos Ciempiés Mexicanos terminan sus días como Servicio de Ayuda en División San Luis, por el cerro "Carneros".

## Compradores originales
| Ferrocarril                             | Cantidad | Número            | Notas                              |
| --------------------------------------- | -------- | ----------------- | ---------------------------------- |
| Union Pacific                           | 2        | 998-999           | Nunca vendido                      |
| Baldwin Locomotive Works (demostración) | 2        | 6000 A–B          | No vendido (Original UP 998-999)   |
| Ferrocarriles Nacionales de México      | 14       | 6400–6413         |                                    |
| Pennsylvania Railroad                   | 24       | 5823A1,2–5834A1,2 | Renumerado 5811–5834 (no en orden) |
| Seaboard Air Line                       | 14       | 4500-4513         |                                    |

## Variante
En 1943, Baldwin construyó un "Ciempiés" experimental de 4.500 kW como unidad de demostración, al que se le asignó el número 6000. La unidad de estilo único, con su proa vertical y agresiva, también utilizaba la disposición de ruedas 2-D+D-2, pero iba a ser propulsada por ocho motores diésel V8 8LV, aunque en realidad solo se instalaron cuatro. Baldwin clasificó la única unidad como la 4-8-8-4-750/8DE1 y desguazado poco después de la producción, y su tren de rodaje se utilizó para el primer ciempiés n.º 4500 de Seaboard Air Line.